# 金岡秀友
金岡 秀友（かなおか しゅうゆう、1927年7月31日 - 2009年7月23日）は、日本の仏教学者、真言宗僧侶、東洋大学名誉教授。文学博士。妙楽寺（新義真言宗系、八王子市）住職。

## 経歴
出生から修学期
1927年、埼玉県で生まれた。東京大学文学部印度哲学科で学び、1952年に卒業。
仏教学者として
卒業後は東洋大学文学部助教授となり、在職中にセイロン大学の招聘を受けた。1962年、学位論文『ミーマーンサー・スートラ研究』を東洋大学に提出して文学博士の学位を取得。後に東洋大学文学部教授に昇格。1992年に東洋大学を定年退任し、名誉教授となった。2009年7月23日、肺炎のため遷化。

## 家族・親族
- 長男：仏教学者の金岡秀郎・国際教養大学特任教授（専攻モンゴル仏教）。

## 著作
著書
- 『さとりの秘密：理趣経』(現代人の仏教 9) 筑摩書房 1965
  - 改題選書化『さとりの秘密：理趣経入門』筑摩書房(仏教選書) 1986
- 『幸福への条件：仏教的人生論』佼成出版社 1966
- 『密教の哲学』平楽寺書店(サーラ叢書) 1969
  - 文庫化 講談社学術文庫 1989
- 『古寺名刹辞典』東京堂出版 1970
- 『仏典の読み方』大法輪閣 1970
- 『仏家名言辞典』東京堂出版 1971
  - 文庫化 講談社学術文庫 2025
- 『般若心経』講談社文庫 1973
  - 文庫化 講談社学術文庫 2001
- 『評論集 仏教の復権』佼成出版社 1973
- 『大乗仏教：その行動と思想』評論社(東洋人の行動と思想) 1975
- 『死』東京堂出版 1975
- 『日本の神秘思想』玉川大学出版部(玉川選書) 1976
  - 文庫化 講談社学術文庫 1993
- 『密教のわかる本』廣済堂ブックス 1976
  - 文庫化 廣済堂文庫 1987
- 『密教の世界観』ピタカ 1978
- 『密教の発想：生きがいをつかむ超論理の秘密』徳間書店(トクマブックス) 1979
- 『インド哲学史概説』佼成出版社 1979
- 『愛と智と業：人間存在について』善本社(ぴっぱらブックス) 1979
- 『新・仏教概論 六道と六波羅密』(金岡秀友仏教講座）春秋社 1979
- 『仏教と生活 修羅の救い』ピタカ 1979
- 『経典のことば』ピタカ 1979
- 『日本の密教』ピタカ 1979
- 『密教成立論 阿含経典と密教』筑摩書房 1981
- 『密教の話』潮文社 1981
- 『図説般若心経』講談社 1982
- 『仏教学と密教学』人文書院 1983
- 『地獄と極楽 捨身に生きる』(現代辻説法)) 文元社 1984
- 『現代人の仏教 心・祈り・いのち』人文書院 1984
- 『密教の起源』筑摩書房 1985
- 『新・仏教思想入門』春秋社(金岡秀友仏教講座) 1987
- 『仏教の国家観』佼成出版社(仏教文化選書) 1989
- 『インド哲学史概説』佼成出版社(仏教文化選書) 1990
- 『和訳理趣経』東京美術(和訳経典シリーズ) 1991
- 『観自在に生きる：般若心経の心』独楽書房 1991
- 『密教の話：曼荼羅の世界』潮文社 1993
- 『空海 いずれも仏ならざるはなし』廣済堂出版 1995
- 『名僧百言 心豊かに人生を送る智慧』実務教育出版 1996
- 『盗らず綺らず貪らず 菩薩のこころ<十善戒>』太陽出版(シリーズ わかる仏教) 1997
- 『ひとりでは生きていけない』道心会編、道心会出版部(道心叢書) 1998
- 『念彼観音力 観音菩薩と観音経：あの観音の力を念じなさい』太陽出版 2000

著作集
- 『伝燈の系譜：金岡秀友集』昭和仏教全集(教育新潮社) 1969
- 『金岡秀友選集』(全10巻) 善本社 1989-1990

1. 1巻『こころの時代と仏教』
2. 2巻『仏陀とその弟子』
3. 3巻『日本仏教の宗祖たち』
4. 4巻『仏教の旅』
5. 5巻『仏教の旅』
6. 6巻『業と六道』
7. 7巻『三宝と十善』
8. 8巻『仏教の旅：インド篇』
9. 9巻『五つの戒め』
10. 10巻『五つの戒め』

共編著
- 『仏教宗派辞典』東京堂出版 1974
- 『根本仏教 シンポジウム仏教』佼成出版社 1976
- 『講座密教』(全4巻) 宮坂宥勝・梅原猛共編、春秋社 1976-1977
- 『砂漠と幻想の国：アフガニスタンの仏教』菅沼晃・金岡都共著、佼成出版社 1977
- 『部派仏教 シンポジウム 仏教』佼成出版社 1977
- 『日本仏教の宗祖』大久保良順共編 東京堂出版 1977
- 『空海辞典』東京堂出版 1979
  - 新装版 1999年
- 『大乗仏教 歴史編 シンポジウム 仏教』佼成出版社 1980
- 『シルクロードと仏教』井本英一・杉山二郎共著、大法輪閣 1980
- 『仏教入門』柳田聖山・田村芳朗共著、筑摩書房(読書マップ) 1981
- 『古寺名刹大辞典』 東京堂出版 1981
- 『大宇宙のドラマ：空海・その人と教え』監修、鈴木出版(まいとりぃ選書) 1984
- 『大乗菩薩の世界』佼成出版社 1988
- 『仏教日常辞典』増谷文雄共著、太陽出版 1994

訳書
- 『大乗仏教概論：仏教の涅槃の概念』シチェルバトスコイ著、理想社 1957
- 『小乗仏教概論：仏教の中心概念 およびダルマ(法)という語の意義』シチェルバトスコイ著、理想社 1963
- 『大乗仏典』(世界古典文学全集) 筑摩書房 1965

「理趣経・ダラニ集」
- 『即身成仏義』空海著、太陽出版 1985
- 『般若心経秘鍵』空海著、太陽出版 1986
- 『マンダラの理論と実際 特に現代の深層心理学を考慮して』ジュゼッペ・トゥッチ著、秋山余思共訳、金花舎(叢書 仏教文化の世界) 1992
- 『弁顕密二教論』空海著、太陽出版 2003
- 『傍訳弘法大師空海梵網経開題』空海著、遠藤祐純・吉田宏晢共編著、四季社 2010

### 論文
- CiNii>金岡秀友
- INBUDS>金岡秀友